# Katarina Taikon-priset
Katarina Taikon-priset är ett pris som delas ut årligen av Stockholms stad och som instiftades 2015 till minne av författaren och människorättskämpen Katarina Taikon. Priset delas ut till människorättsförsvarare som stärker och skyddar de mänskliga rättigheterna inom Stockholms stad. Vinnaren av priset tilldelas en summa på 100 000 kronor.

## Tidigare vinnare av priset
| År   | Vinnare                            | Motivering |
| ---- | ---------------------------------- | --- |
| 2016 | Läkare i världen                   | |
| 2016 | Hans Caldaras                      | |
| 2017 | #Vistårinteut                      | |
| 2017 | Maria-Teresa Asplund               | |
| 2017 | Fred Taikon                        | |
| 2018 | Barnrättsbyrån                     | "Barnrättsbyrån finns för de barn och ungdomar som faller igenom samhällets skyddsnät. Genom sina unika arbetsmetoder i en trygg miljö får de barn att känna sig lyssnade på. Barnrättsbyråns utgångspunkt är att barnets problem inte är skapade av barnet själv, de är skapade av samhällets brister i att se och respektera barn. De som vänder sig till Barnrättsbyrån är ofta samhällets mest utsatta – barn på institution, på flykt, i hemlöshet. Barnrättsbyrån arbetar för deras rättigheter på samma sätt som Katarina Taikon stod på barnens sida när ingen annan fanns där." |
| 2018 | Föreningen Förintelsens Överlevare | ”Genom att förmedla vittnesmål från Förintelsen i Sveriges skolor stärker Föreningen Förintelsens överlevande vårt kollektiva minne kring ett av de värsta brotten mot mänskligheten. I en tid när nazistiska rörelser återigen är på frammarsch är föreningens arbete för att verka mot förnekandet av Förintelsen, mot nynazism, antisemitism och främlingsfientlighet oumbärligt. När allt färre överlevande själva kan berätta är föreningens arbete avgörande för att minnet av Förintelsen ska leva vidare och kunskap nå nya generationer.” |
| 2019 | Gunilla Lundgren                   | ”Gunilla Lundgren har alltid barnet i centrum och verkar därmed i Katarina Taikons anda. Med stort hjärta och med ett nationsövergripande arbetssätt har Gunilla Lundgren berikat de berättelser och livserfarenheter som unga människor har. Hon öppnar dörrar som få och ser till att vi får ta del av den mångfald av språk och identiteter som finns i vår stad och i vårt land. Hon har också sett till att Nobelpristagarna i litteratur träffat barn i Rinkeby under nobelveckan – något som uppskattats av barnen och inte minst av nobelpristagarna. För många av nobelpristagarna har mötet med barnen varit en höjdpunkt under deras vistelse i Stockholm. Gunilla Lundgren har också utifrån sin gedigna kunskap om romers livsvillkor ur ett historiskt och nutida perspektiv tagit sig an flera berättelser med romska barn i centrum. Nu senast med Pippi Långstrump, en romsk flicka som bor i Rinkeby.” |
| 2020 | Maskrosbarn                        | ”Maskrosbarn är en barnrättsorganisation som sedan 2005 outtröttligt arbetar för att förbättra levnadsvillkoren för de barn som växer upp med föräldrar som har ett missbruk, psykisk ohälsa eller är utsatta för våld i hemmet. Grundarna av Maskrosbarn har byggt en organisation för att lyfta barns röst och skapa det stöd och den trygghet som de hade velat ha tillgång till när de själva var barn. Hos Maskrosbarn kan barnen bryta ensamheten genom möten med trygga vuxna som vet hur det kan vara att ha en förälder med psykisk ohälsa eller missbruk. De kan få ta del av berättelser från andra i samma situation, och genom Maskrosbarnpodden får de ta del av berättelser om allt från ångest över högtider till vad barnkonventionen innebär. Genom att se alla barn och ovillkorligt ställa sig på deras sida stärker Maskrosbarn barns möjlighet till en tryggare uppväxt. Organisationen engagemang för barns rättigheter och uppväxtvillkor gör skillnaden för många barn i Stockholm, varje år – och verkar därmed i Katarina Taikons anda.”                        |
| 2020 | Nyhetsbyrån Järva                  | ”Nyhetsbyrån Järva är en ideellt driven webbtidning som förmedlar lokal journalistik från och om området Järva i Stockholm. Nyhetsbyråns ambition är att utveckla ett samarbete med Järvaborna och utbilda lokala reportrar. Genom att lyfta fram röster från Järva och stimulera kvartersjournalistik bidrar Nyhetsbyrån Järva till att tillgängliggöra information och lyfta rösterna från medborgare som inte brukar höras eller synas i konventionell media. Nyhetsbyrån är ett ideellt och lokalt initiativ som ger möjlighet för Järvaborna att med egna ord skildra sin verklighet i Järva och därmed påverka berättelsen om området och dess invånare. Det är ett angeläget bidrag till en stärkt demokratisk dialog. Nyhetsbyrån Järva verkar därmed i samma anda som Katarina Taikon när hon initierade en tidskrift om rättigheter även för romer. Nyhetsbyrån Järva är ett viktigt initiativ för demokratin, för det fria ordet och yttrandefriheten, för rätten för varje invånare och inte minst barn och unga att få höras och synas i vårt Stockholm och i vårt samhälle." |
| 2021 | Gatujuristerna                     | ”Föreningen värnar mänskliga rättigheter i praktiken och verkar med stort och brinnande engagemang för att vårt rättssamhälle ska gälla för precis alla. Genom att uppsöka platser, som är enkla att finna för personer i olika typer av utsatthet, såsom samlings- eller övernattningsplatser, tillgängliggör föreningen ett mycket kvalificerat juridiskt stöd för människor som annars kanske inte skulle söka den hjälp de är i behov av och har rätt till. Gatujuristerna bidrar till att stärka människor som lever i extrem utsatthet och deras arbete är av stor betydelse för att dessa personers fri- och rättigheter ska respekteras.” |
| 2022 | Streetgäris                        | ”I sann Katarina Taikon-anda verkar Streetgäris för att skapa en inkluderande jämställdhetsdiskussion som rymmer många perspektiv och som synliggör feminister med erfarenheter som inte tillhör majoritetssamhället. Genom kunskapsstärkande insatser, såsom utbildningar om antirasism och feminism eller kurser som en Skrivarskola, stärker föreningen unga kvinnor och icke-binäras självkänsla och stödjer dem i förkovringen av sina fri-och rättigheter i vårt samhälle. Föreningen bidrar till att jämställdhets- och samhällsdebatten med viktiga kunskaper och perspektiv. Genom att synliggöra grupper och individer med erfarenheter som inte brukar uppmärksammas och aktivt verka för en rättvis omfördelning av makten och inflytande är Streetgäris en viktig aktör som stärker demokratin.” |